# Patrice (titre)
Pour les articles homonymes, voir Patrice.
Ne doit pas être confondu avec Patricien.

Couronne de patricien italien.

Le terme de « patrice » (en latin patricius) est la transposition en français utilisée par les historiens contemporains pour désigner un rang dans l'organisation du Bas-Empire romain, alors que le terme latin patricius, utilisé auparavant pour désigner un patricien, reste inchangé. Ces historiens veulent ainsi indiquer la différence entre ce mot lorsqu'il désignait dans la République romaine les familles patriciennes, et le nouveau sens qu'il a désormais, désignant un haut rang dans la nobilitas. Le titre de « patrice » continue d'exister comme titre honorifique sous le  Bas-Empire et dans l'Empire byzantin (en grec πατρίκιος, patrikios), en Occident après la fin de l'Empire romain d'Occident, ainsi que comme charge et titre nobiliaire dans la péninsule italienne (en italien patrizio) jusqu'à l'apparition de la République italienne en 1946.

## Bas-Empire romain et Empire byzantin
Dans les années 310-320, Constantin abolit le rang de patricien romain, vieille distinction sociale qui avait ses racines au début de la République romaine. Le titre de patrice désigné par le même terme latin patricius est désormais accordé par l'empereur à un petit nombre de personnes de son choix, et non plus à des familles entières et de façon héréditaire. Les patrices de Constantin n'ont pas de rôle défini ni de place fixée dans la hiérarchie de sa cour. Dès son apparition, le titre de patrice permet à son titulaire d'intégrer la nobilitas, comme le faisait auparavant le patriciat républicain.
Le titre est décerné à des personnages puissants, mais non membres de la famille impériale ; il vient dans la hiérarchie immédiatement après les titres d'Auguste et de César. Zosime place à cette époque les titulaires du titre au-dessus des préfets du prétoire.
Dans l'Empire d'Occident, le titre est rarement utilisé et conserve son haut prestige, étant conféré en particulier au Ve siècle aux puissants magistri militum qui dominent l'État, tels Stilicon, Constance, Aetius, Boniface et Ricimer, ainsi qu'Anthémius.
Dans l'Empire d'Orient, Théodose II (r. 408–450) tente d'interdire son accès aux eunuques, mais cette restriction est levée au VIe siècle. L'empereur d'Orient Zénon (r. 474–491) l'octroie à Odoacre pour légitimer le règne de ce dernier en Italie après avoir renversé le magister militum rebelle, Oreste, et son fils, le prétendant Romulus Augustule en 476. En 508, il est décerné par l'empereur Anastase Ier à Clovis Ier, rois des Francs, en même temps que la dignité consulaire, à moins qu'il ne s'agisse d'un seul et même titre. Sous Justinien (r. 527-565), le titre est largement conféré et est ainsi quelque peu dévalué, l'empereur l'ouvrant à tous les hommes de rangs supérieurs à celui d’illustris, autrement dit à la majorité des membres du Sénat.
Le titre est parfois donné à certains princes étrangers gouvernant sur des provinces semi-autonomes de l'empire byzantin. La Lazique est ainsi gouvernée dans la seconde moitié du VIIe siècle par des patrices, tel que Grégoire de Lazique.
Au VIIIe siècle, le titre perd en préséance, venant après le magistros et l’anthypatos. Il reste toutefois l'un des plus élevés de la hiérarchie impériale jusqu'au XIe siècle, et est accordé aux plus importants stratēgoi. Les patrikioi eunuques bénéficient d'une préséance supérieure, venant même avant les anthypatoi. Selon le Klētorologion de 899, ses insignia sont des tablettes d'ivoire. Au milieu du Xe siècle, les fonctionnaires ayant le titre de patrice recevaient par an 12 livres d'or et un vêtement de cérémonie, ce qui n'était pas la dotation la plus élevée pour les dignitaires. Au XIe siècle, le titre de patrikios subit le même sort que d'autres : trop conféré, son statut décline, et il finit par disparaître sous les Comnène au début du XIIe siècle.
Le titre de prōtopatrikios (πρωτοπατρίκιος, « premier patrikios ») est également attesté en Orient de 367 à 711, peut-être pour le plus élevé des titulaires, chef de l'ordre (taxis) patricien,.
La forme féminine patrikia (πατρικία) est utilisée pour les épouses des patrikioi, la zostē patrikia faisant toutefois exception.

## Haut Moyen Âge occidental
Sous les Mérovingiens, le titre de patrice était donné au commandant des armées burgondes. Le titre fut encore porté au VIe siècle par des notables gallo-romains, notamment Dynamius de Marseille. On connait ainsi une liste de cinq patrices provençaux entre le début des années 690 et la fin des années 730.
Les papes l'ont notamment décerné à plusieurs reprises pour honorer des personnages qui les avait bien servis : Pépin le Bref, créateur des États de l'Église, et de ses fils Charlemagne et Carloman furent faits « Patrice des Romains ».

## En Italie

### Royaume de Naples

#### Naples
Le patriciat de la ville de Naples se divisait en plusieurs sièges rassemblant chacun les nobles selon leur quartier. Ces sièges étaient les :
- Siège de Melari (uni au siège de Capuana en 1325)
- Siège de Griffi (aboli en 1331)
- Siège de Capuana
- Siège de Portanova
- Siège de Nilo
- Siège de Porto
- Siège de Montagna
- Siège de Forcella
- Siège del Popolo (du Peuple en français)

## Listes de patrices

### Patrices gallo-romains
- Aetius, patrice en Gaule de 433 à 454,
- Anthémius

### Patrices francs
- Clovis Ier, patrice en 508

### Patrices burgondes
- Ecdicius, patrice des Gaules retiré à Grenoble lorsque la province viennoise passa aux Bourguignons qui s'en emparèrent en 467. Il fut une année d'horrible famine, et Ecdiclius nourissait, lui seul, près de quatre mille pauvres. Son père, l'empereur Avitus, s'était aussi retiré à Grenoble lorsqu'il renonça à l'empire (il abdiqua en 457)[12].
- Agroecola ou Agricola (561-562)
- Celsus ou Celse (562-570)
- Amatus ou Amat (570)
- Eunius Mummolus (570-581)
- Aegyla (581-584)
- Richomer (607)
- Aletheus (av.613-616)
- Willibald ou Guillebaud II (629-642)

### Patrices romains
- Pépin le Bref en 754.

### Patrices provençaux
- Dynamius
- Ansedertus
- Nemfidius
- Antenor
- Metranus
- Abbon, dernier patrice de Provence (739).

### Patrices ostrogoths
- Tuluin
- Ebrimur

### Patrices lombards
- Adalgis